# Lincoln-sármány
A Lincoln-sármány (Melospiza lincolnii)  a madarak osztályának verébalakúak (Passeriformes) rendjébe és a verébsármányfélék (Passerellidae) családjába tartozó faj.

## Rendszerezése
A fajt John James Audubon amerikai ornitológus írta le 1834-ben, a Fringilla nembe Fringilla Lincolnii néven.

## Alfajai
- Melospiza lincolnii alticola (A. H. Miller & McCabe, 1935)
- Melospiza lincolnii gracilis (Kittlitz, 1858)
- Melospiza lincolnii lincolnii (Audubon, 1834)[2]

## Előfordulása
Kanada, az Amerikai Egyesült Államok, Mexikó, a Bahama-szigetek, a Kajmán-szigetek, Kuba, a Dominikai Köztársaság, Haiti, Saint-Pierre és Miquelon, a Turks- és Caicos-szigetek, Puerto Rico, Belize, Costa Rica, Guatemala, Honduras, Panama, Salvador területén honos. Kóborlásai során eljut Grönlandra is. 
A természetes élőhelye mérsékelt övi bokrosok és gyepek, valamint mocsarak és lápok, folyók és patakok környéke. Vonuló faj.

## Megjelenése
Testhossza 15 centiméter, testtömege 17-19 gramm.
|  |

## Életmódja
Főként rovarok és magvakkal táplálkozik.

## Természetvédelmi helyzete
Az elterjedési területe rendkívül nagy, egyedszáma pedig stabil. A Természetvédelmi Világszövetség Vörös listáján nem fenyegetett fajként szerepel.